# Nanne Balyon
Nanne Balyon (Den Haag, 13 mei 1960) is een Nederlands kunstschilder.
Balyon is de middelste van vijf broers, van wie er drie actief zijn als kunstschilder: André, Nanne en Simon. Nanne leerde het vak aanvankelijk van zijn broer André, maar nam later les bij Hans van Moerkerken.
De belangrijkste inspiratiebron in het werk van Balyon is de natuur; hij is met name bekend vanwege de manier waarop hij het licht in zijn schilderijen weergeeft. Verder is hij bekend vanwege de manier waarop hij de verschillende seizoenen weergeeft. Zijn werk is te vinden in de collecties van onder meer Dries van Agt en Cor Boonstra en Cor Scheffers. Ook heeft hij enkele muurschilderingen gemaakt, onder meer in Almere en Amsterdam.